# بيل إدواردز (لاعب كرة قدم أمريكية)
بيل إدواردز (بالإنجليزية: Bill Edwards)‏ هو لاعب كرة قدم أمريكية أمريكي، ولد في 21 يونيو 1905 في ماسيلون في الولايات المتحدة، وتوفي في 12 يونيو 1987.